# E. O. James
Edwin Oliver James (* 30. März 1888 in London; † 6. Juli 1972) war ein britischer Anthropologe mit den Schwerpunkten Religionsgeschichte und Vergleichender Religionswissenschaft.

## Leben
James studierte am Exeter College in Oxford und am University College London, hier bei dem Archäologen und Ägyptologen William Matthew Flinders Petrie. Er schlug zuerst eine theologische Laufbahn ein. Unabhängig davon setzte er seine religionshistorischen und anthropologischen Studien fort. 1928 erhielt er seinen ersten Lehrauftrag an der University of Cambridge. Seine wissenschaftliche Laufbahn führte ihn unter anderem an die University of Leeds, wo er Professor  für Geschichte und Religionsphilosophie war. Er war Dozent an der Universität Amsterdam und Wilde Lecturer der University of Oxford. 1955 wurde er an der University of London emeritiert und widmete sich danach ausschließlich seinen Forschungen.
Grundlage für seine wissenschaftlichen Arbeiten waren auch seine ausgedehnten Forschungsreisen in die früh- und vorgeschichtlich bedeutenden Gebiete der Dordogne, des Ariège, die Pyrenäen, in die Bretagne und nach Irland. Im vorgeschichtlichen Spanien, auf den Ägäischen Inseln  und im Bereich des östlichen Mittelmeers sammelte er auf diesen Reisen Material für seine Veröffentlichungen.

## Ehrungen und Preise
- Fellow des University College London
- Fellow des King’s College London
- Fellow der Society of Antiquaries of London

## Schriften
- 1917: Primitive Ritual and Belief: An Anthropological Essay. Methuen, London (online).
- 1919: An Introduction to Anthropology: A General Survey of the Early History of the Human Race. MacMillan, London (online).
- 1929: The Beginnings of Man. Doubleday, Doran & Co, Garden City (online).
- 1930: The Christian Faith in the Modern World: A Study in Scientific Theology. A. R. Mowbray, London.
- 1933: A History of Christianity in England.
- 1955: The Nature and Function of Priesthood: A Comparative and Anthropological Study. Thames & Hudson, London.
  - Deutsch: Das Priestertum: Wesen und Funktion. Eine vergleichende und anthropologische Studie. Rhein Verlagsanstalt, Wiesbaden 1957.
- 1956: History of Religion. English University Press, London.
- 1957: Prehistoric Religion. A Study in Prehistoric Religion. Thames & Hudson, London (online).
  - Deutsch von Karl-Otto von Czernicki: Religionen der Vorzeit. DuMont, Köln 1957.
- 1960: The Ancient Gods. The History and Diffusion of Religion in the Ancient Near East and the Eastern Mediterranean. Weidenfeld & Nicolson, London; 2. Auflage ebenda 1967.